# 何桂珍
何桂珍（1817年—1855年），字丹畦，號丹谿，雲南省師宗縣人，清朝政治人物。官至安徽寧池太廣兵備道，盡力圍剿太平軍，咸豐五年（1855年）在英山縣被嘩變降兵殺害。

## 生平
何桂珍於道光十八年（1838年）中进士，選翰林院庶吉士，當時年方弱冠，曾告假回鄉娶妻。翰林院散館，授編修。道光二十六年（1846年），出督貴州學政。道光二十九年（1849年）任滿回京，升侍讀，次年在南書房行走，教授孚郡王讀書。咸丰三年（1853年），出任福建興泉永道，經巡防大臣贾桢等奏请开缺，留京隨同辦理城防事宜。
咸豐四年（1854年），授安徽寧池太廣道。當時省會安慶被太平軍攻陷已久，巡撫福济駐紮於廬州。何桂珍治所在江南，被太平天國阻擋，於是在江北滯留，徵召兵勇。福济令其馳援廬江，檄文到達時，廬江城已陷落，桂珍援救不及，被彈劾罷職，此後孤军转战於潜、霍之间。
咸豐五年（1855年）春，桂珍引兵攻克蕲水、英山，殲滅田金爵部，朝廷賞六品頂戴，留駐英山、霍山等地。此後民團相繼來投靠。李昭寿、马超江等率眾投降後，糧餉不足，李昭寿截獲安徽巡抚福济之密信，懷疑桂珍出賣自己，心懷不滿，於是年十一月初三日假意宴請桂珍，在英山小南門外設置伏兵。桂珍未及辯解即身首異處，四十餘名隨從均遇害。李昭寿仍不解恨，將桂珍之頭顱掛樹上，再以槍彈擊入水中。朝廷追贈光祿寺卿，贈雲騎尉世職。同治初年，江南平定，曾國藩上疏追論何桂珍之功，朝廷晉其世職爲騎都尉，諡文貞，並在英山縣建祠祭奠。

## 延伸阅读
[在维基数据编辑]
 《清史稿·卷400》，出自趙爾巽《清史稿》

## 相關書籍
- 钱家先 著，《何桂珍研究》，昆明 : 云南民族出版社，2005年，ISBN 7536732309